# تانی مک‌کلور
تانی مک‌کلور (انگلیسی: Tané McClure؛ زادهٔ ۸ ژوئن ۱۹۵۸) بازیگر و خواننده اهل ایالات متحده آمریکا است. او نخستین بار در سن ۵ سالگی در سریال تلویزیونی ویرجینیایی بازی کرد.
از فیلم‌ها یا برنامه‌های تلویزیونی که وی در آن نقش داشته‌است، می‌توان به ترس و نفرت در لاس وگاس، مقاصد بی‌رحمانه ۲، قانوناً بلوند، و قانوناً بلوند ۲: قرمز، سفید و بلوند اشاره کرد.